# 李允栄

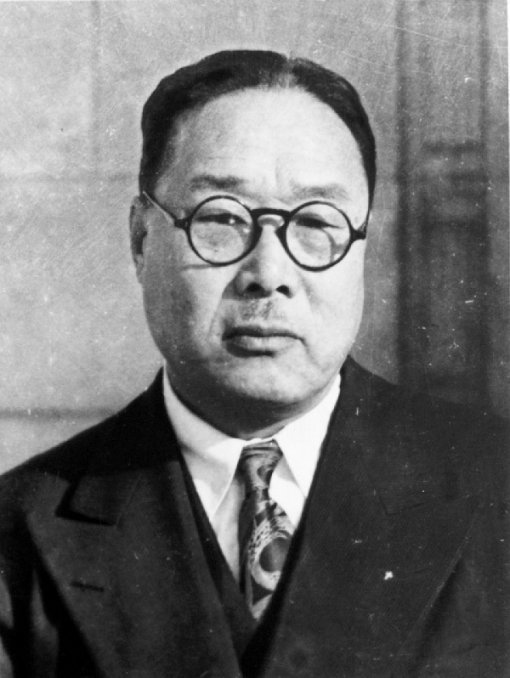
撮影時期不詳

李 允栄（イ・ユニョン、朝鮮語: 이윤영/李允榮、1890年8月19日または10月2日または10月3日 - 1975年8月15日または10月15日）は、日本統治時代の朝鮮および大韓民国の監理教の牧師、独立運動家、教育者、政治家。国務総理署理、社会部長官、制憲韓国国会議員を歴任した。
本貫は丹陽李氏。号は白史。ラングーン事件で死去した元国土統一院長官・外交部長官の李範錫は娘婿。

## 経歴
平安北道寧辺郡出身。寧辺崇徳中学校、平壌崇実師範学校を経て、1913年に京城監理教協成神学校卒。1910年から1916年までは煕川大成学校教員、泰川昌明学校校長、雲山光東学校校長、順川日新学校校長を歴任し、1916年以降は基督教朝鮮監理会牧師（1916年後は順川新倉教会牧師、1921年から1928年までは黄海道白川教会始務牧師）、同鎮南浦地方監理事、同開城地方監理事、同平壌地方監理事、基督教朝鮮監理会総理院理事・社会局長、京城監理教神学校理事、基督申報・基督教書会・平壌基督病院理事、平壌基督教連合会長、平壌光成中学校理事長、平壌正義高等女学校・約翰学校・女子聖経学校常任理事長兼設立者、財団法人寧辺崇徳学校理事、在朝鮮米国宣教部財団理事などを歴任したほか、三・一運動では順川地域の責任者として1年2か月間投獄された。1936年に日韓キリスト教監理会統合予備会談である鎌倉会議に梁柱三、申興雨と共に参加し、両教会の統合は「朝鮮教会の解散を意味する」として反対したが、太平洋戦争の時も朝鮮総督府の圧力により牧師を辞めざるを得なかった。光復後は曺晩植と共に平壌で平壌人民政治委員会を組織し副委員長を務めたほか、朝鮮監理会西部青年会長、緯北建準副委員長、朝鮮民主党副党首、平安南道人民政治委員会副委員長も務めた。1946年2月に越南した後は朝鮮民主党首席最高委員・委員長、李承晩路線を支持する民族統一総本部政経部長・最高委員、独促国民会副委員長、韓国独立政府樹立対策協議会代表、在南以北人愛国団体連合会委員長、在南以北人大会委員長、韓国民族代表団常任委員・理事を務めた。1948年の初代総選挙で国会議員に当選した後、無任所長官、第2代社会部長官、国務総理署理、新興大学学長、反共統一連盟委員長を務めた。1952年8月に無任所長官を辞任し、第3代副統領選挙に立候補したが落選した。1956年5月の第4代副統領選挙にも立候補したが再び落選し、1958年5月に朝鮮民主党党首に選出された。1960年の4・19革命以降は政界から引退し牧師と講演活動をしたが、1961年の5・16軍事クーデター以降は軍政延長反対闘争委員会委員長、国民の党最高委員を務めた。1969年に国民勲章無窮花章を受章し、1970年に国土統一院顧問を務めた。1975年10月15日に死去。

## エピソード
1948年7月以降、第1共和国で李承晩により3回も国務総理に任命されたが、いずれも韓国民主党などの反対で国会の承認を得られなかった。